# Ophiozonella molesta
Ophiozonella molesta is een slangster uit de familie Ophiolepididae.
De wetenschappelijke naam van de soort werd in 1904 gepubliceerd door René Koehler.